# Bibliothèque publique d'État
En Italie, les bibliothèques publiques d'État (en italien : Biblioteche pubbliche statali) sont des bibliothèques gérées et financées par l'État qui est propriétaire de leurs collections.
Elles sont gérées par l'intermédiaire du Ministero per i Beni e le Attività Culturali (« Ministère pour les biens et les activités culturels »), et plus spécialement par la Direzione Generale per i Beni Librari e gli Istituti Culturali (« Direction générale des biens livresques et des instituts culturels »).
Les bibliothèques publiques d'État ont comme fonction principale la collecte et la conservation de la production éditoriale italienne nationale et locale. Elles peuvent en outre acquérir des ouvrages étrangers en fonction de leurs propres domaines de spécialité et des demandes des lecteurs.
Le règlement 417 du 5 juillet 1995 sur les bibliothèques publiques d'État en a fixé le nombre et les caractéristiques générales. Sur les 46 bibliothèques publiques d'État, deux ont une importance particulière, les « bibliothèques nationales centrales » de Florence et de Rome, qui jouent conjointement le rôle de bibliothèque nationale pour l'Italie.
Elles reçoivent en effet le dépôt légal en vertu de la loi 252 du 3 mai 2006 sur les règles en matière de dépôt légal des documents d'intérêt culturel destinés au public.
Il existe une ou plusieurs bibliothèques publiques d'État dans la majorité des régions, en réalité dans les capitales des anciens États, mais d'autres bibliothèques (notamment universitaires) peuvent, dans certaines régions, avoir ce statut. Les bibliothèques princières ou les plus riches bibliothèques publiques ou ecclésiastiques ouvertes au public avant la réunification n'ont généralement pas été réunies dans un seul dépôt, comme cela s'est fait en France à la Révolution à quelques exceptions près (bibliothèque Sainte-Geneviève) mais sont restées dans leurs locaux historiques et sont devenues bibliothèques nationales ou bibliothèques d'État. Parmi les anciennes bibliothèques princières ou bibliothèques d'États disparus, citons la biblioteca Medicea Laurenziana de Florence, ouverte en 1571 par le grand duc Côme Ier, la biblioteca Marciana ouverte par la République de Venise au XVIe siècle, la biblioteca Marucelliana, bibliothèque publique à Florence au XVIIIe siècle, etc. Parmi les bibliothèques ecclésiastiques nationalisées, la biblioteca Angelica, qui jouxte encore aujourd'hui le couvent des Augustins à qui elle appartenait, la biblioteca Casanatense, créée à Rome par le cardinal Casanate au sein du couvent dominicain de Santa Maria Sopra Minerva... Pour des raisons historiques, les anciennes capitales du grand duché de Toscane et des États pontificaux, Florence et Rome, sont particulièrement bien pourvues en bibliothèques d'État.
D'autres bibliothèques d'État sont des bibliothèques spécialisées non patrimoniales, non rattachées à un établissement universitaire spécifique, comme la Biblioteca di storia moderna e contemporanea de Rome.

## Liste par région
Basilicate
- Biblioteca nazionale - Potenza Site officiel

Calabre
- Biblioteca nazionale - Cosenza Site officiel

Campanie
- Biblioteca statale del Monumento nazionale Badia di Cava - Cava de' Tirreni
- Biblioteca pubblica statale annessa al Monumento nazionale di Montevergine - Mercogliano
- Biblioteca nazionale Vittorio Emanuele III - Naples Site officiel
- Biblioteca universitaria - Naples
- Biblioteca statale Oratoriana del Monumento nazionale dei Girolamini - Naples

Émilie-Romagne
- Biblioteca Estense universitaria - Modène
- Biblioteca Palatina - Parme

Frioul-Vénétie Julienne
- Biblioteca statale Isontina - Gorizia
- Biblioteca statale - Trieste

Latium
- Biblioteca statale del Monumento nazionale di Montecassino (Bibliothèque d'État du Monument national du Mont-Cassin)
- Biblioteca statale del Monumento nazionale di Farfa - Castelnuovo di Farfa
- Biblioteca statale del Monumento nazionale di Trisulti - Collepardo
- Biblioteca statale del Monumento nazionale di Grottaferrata - Grottaferrata
- Biblioteca nazionale centrale Vittorio Emanuele II - Rome Site officiel
- Biblioteca Angelica - Rome
- Biblioteca Casanatense - Rome
- Biblioteca di archeologia e storia dell'arte - Rome (Bibliothèque d'archéologie et d'histoire de l'art)
- Biblioteca di storia moderna e contemporanea - Rome (Bibliothèque d'histoire moderne et contemporaine)
- Biblioteca medica statale - Rome (Bibliothèque médicale d'État)
- Biblioteca statale Baldini - Rome
- Biblioteca Universitaria Alessandrina - Rome (= bibliothèque universitaire, Università La Sapienza)
- Biblioteca Vallicelliana - Rome
- Biblioteca statale del Monumento nazionale di San Scolastica - Subiaco
- Biblioteca statale del Monumento nazionale di Casamari - Veroli

Ligurie
- Biblioteca universitaria Genova Gênes Site officiel

Lombardie
- Biblioteca statale - Crémone
- Biblioteca nazionale Braidense - Milan Site officiel
- Mediateca di Santa Teresa - Milan
- Biblioteca universitaria - Pavie

Marches
- Biblioteca statale di Macerata - Macerata Site officiel

Piémont
- Biblioteca nazionale universitaria - Turin Site officiel
- Biblioteca reale - Turin

Pouilles
- Biblioteca nazionale Sagarriga Visconti Volpi - Bari Site officiel

Sardaigne
- Biblioteca universitaria - Cagliari
- Biblioteca universitaria - Sassari

Sicile
- Biblioteca nazionale di Palermo
- Biblioteca nazionale Per Ciechi Regina Margherita - Catane

Toscane
- Biblioteca nazionale centrale - Florence Site officiel
- Biblioteca Marucelliana - Florence Site officiel
- Biblioteca Medicea Laurenziana - Florence Site officiel
- Biblioteca Riccardiana - Florence Site officiel
- Biblioteca statale - Lucques Site officiel
- Biblioteca universitaria - Pise Site officiel

Vénétie
- Biblioteca universitaria - Padoue
- Biblioteca statale del Monumento nazionale dell'abbazia benedettina di S. Giustina (Bibliothèque d'État du Monument national de l'abbaye bénédictine de Sainte-Justine) - Padoue
- Biblioteca statale del Monumento nazionale di Praglia - Teolo
- Biblioteca nazionale Marciana - Venise Site officiel

## Source de traduction
- (it) Cet article est partiellement ou en totalité issu de l’article de Wikipédia en italien intitulé « Biblioteche pubbliche statali » (voir la liste des auteurs).